# Gare de Weston
La gare de Weston est une gare de trains de banlieue à Weston, un quartier dans le nord-ouest de Toronto en Ontario. La gare est desservie par des trains de banlieue de la ligne Kitchener et des trains d'Union Pearson Express, une liaison ferroviaire entre la gare Union de Toronto et l'Aéroport international Pearson de Toronto. La gare est située au sud de Lawrence Avenue West, juste à l'est de Weston Road.

## Situation ferroviaire
La gare est située à la borne 8,5 milles (13,7 km) de la subdivision Weston de Metrolinx, entre les gares de Bloor et Etobicoke North. Au sud de la gare, la subdivision Galt du Canadien Pacifique rejoint la subdivision Weston et la subdivision North Toronto du CP traverse la subdivision Weston vers l'est de Toronto. La subdivision Mactier du CP, la voie en parallèle de la subdivison Weston, se dirigent vers le nord pendant que la subdivision Weston traverse la rivière Humber et se dirige vers le nord-ouest vers la gare d'Etobicoke North.

## Histoire

### Grand Tronc

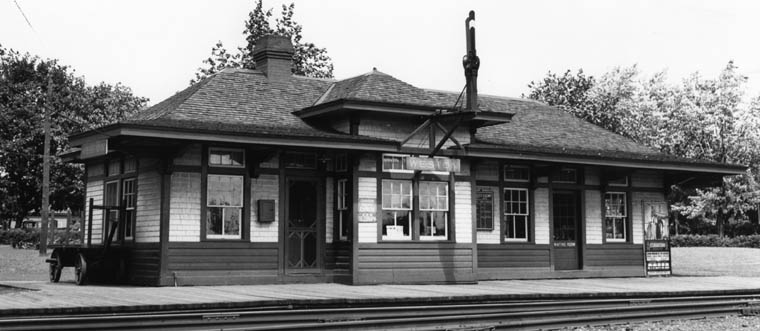
L'édicule du Canadien National en juin 1939. Cet édicule est construit en 1880, démoli dans les années 1970.

Le chantier de construction du chemin du fer du Grand Tronc est arrivé à Weston en 1856, en route vers Sarnia après avoir complété des travaux sur Bathurst Street à Toronto. Initialement, cette portion de chemin de fer était séparée de la section entre Toronto et Montréal qui se terminait juste à l'ouest de la rivière Don. Un omnibus relierait les deux lignes jusqu'à ce que l'achèvement de l'Esplanade en 1858 permette de joindre les deux lignes. La gare de Weston était assez modeste, ne disposant probablement que des commodités de base. Il contenait une salle d'attente et le bureau du chef de gare, ainsi qu'un hangar à marchandises séparé situé à proximité.
Au tournant du XXe siècle, cette gare n'était plus adaptée à la population croissante de la communauté. Elle a été remplacée par une gare beaucoup plus grande vers 1910, dotée d'une salle de fret allongée et d'éléments de conception plus attrayants. Après la faillite du Grand Tronc, le Canadien National a pris le relais en 1923 et continuait de desservir la gare pendant plusieurs décennies. Le service passagers a pris fin à Weston vers le début des années 1960, date à laquelle les panneaux de commande ont été retirés pour le contrôle centralisé du trafic (CTC). La gare a été démolie en 1966 et la propriété a été réaménagée en gare de GO Transit en 1974.

### Début de trains de banlieue

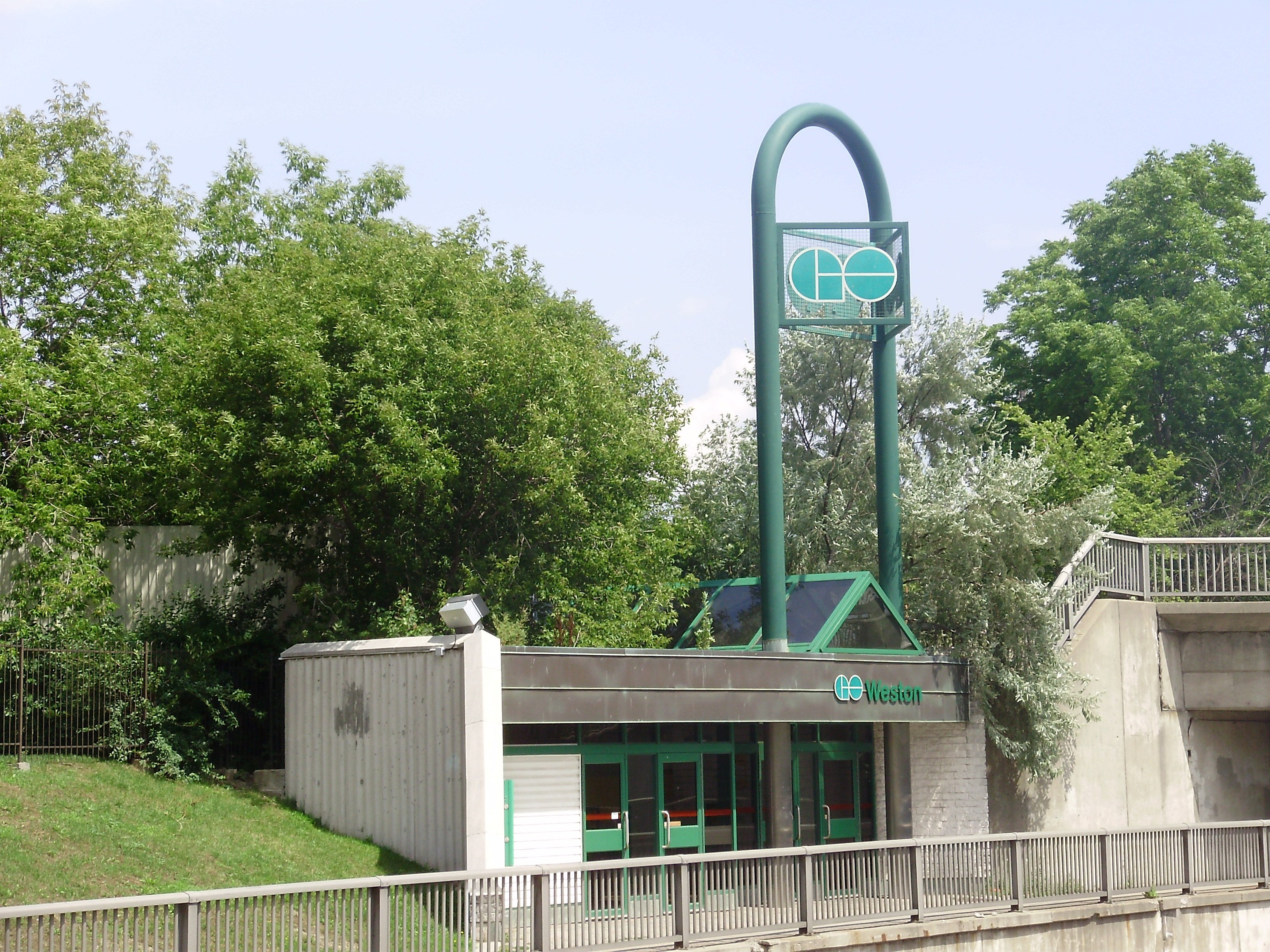
Édicule de GO Transit en 2009

Le 29 avril 1974, GO Transit a lancé un nouveau service entre Toronto et Georgetown, et la gare de Weston a ouvert ses portes. La ligne Georgetown était la deuxième ligne de trains de banlieue, lancée près de sept ans après la ligne Lakeshore entre Pickering et Oakville. La ligne n'a pas connu beaucoup de croissance au début de sa course. Un quatrième train a été ajouté à l'horaire entre 1975 et 1978, mais la ligne restait stable jusqu'en 1990.
Le 4 septembre 2001, un nouveau train de l'après-midi entre Union et Brampton a été ajouté. En avril 2002, une révision majeure des horaires a été effectuée, ajoutant des trains de midi entre Union et Bramalea, avec des liaisons en bus vers Brampton et Georgetown.
En septembre 2004, un train de matin en provenance de Georgetown était devenu un train express, ne s'arrêtant qu'à Brampton, Bramalea et Union. Un nouveau train local de Bramalea a été ajouté afin de desservir Malton, Etobicoke North, Weston et Bloor.

### Prolongements et expansion
En 2006, le gouvernement provincial de Dalton McGuinty a établi Metrolinx, une agence provinciale chargée à examiner les moyens développer l'infrastructure de transport en commun dans la grande région de Toronto. En été 2007, selon les recommendations de Metrolinx, le gouvernement McGuinty a proposé Transports-action 2020 (MoveOntario 2020), qui comprenait 52 projets d'infrastructure de transport en commun pour les treize prochaines années. Le prolongement de la ligne Georgetown vers Kitchener faisait partie de ce programme afin de joindre au futur tramway de Waterloo. En 2011, Metrolinx a annoncé que la ligne Georgetown serait prolongée vers Kitchener. Deux trains qui étaient en provenance de Georgetown feraient escale dans une installation d'escale temporaire près des voies ferrées principales de Kitchener. Le prolongement a été réalisé pour seulement 18 millions $, une dépense minimale qui limitait le nombre de trains pouvant desservir ce prolongement.
En avril 2009, Metrolinx a acheté la subdivision Weston du Canadien National entre les gares Union de Toronto et Bramalea à 160 millions $ afin d'améliorer le service sur la ligne. Deux ans plus tard, en 2011, des travaux majeurs ont amorcé sur la subdivision Weston entre Bramalea et Union. Les travaux comprenaient de nouveaux passages souterrains pour Strachan Avenue, Denison Road et Carlingview Avenue, un tunnel traversant l'ancienne ville de Weston, des rénovations de gares et un saut-de-mouton du diamant ente la subdivision Weston et les voies de fret du Canadien Pacifique près de The Junction de Toronto. Ces changements visent à augmenter considérablement la vitesse, la fréquence et la fiabilité de la ligne Georgetown, et sont également liés aux travaux supplémentaires pour construire la navette ferroviaire aéroportuaire Union Pearson Express. Bien que ces changements aient nécessité le remplacement de trains de mi-journée entre Union et Bramalea par des bus, le service de trains de mi-journée serait restauré en vue des Jeux panaméricains de 2015, possiblement offrant un service toutes les heures hors pointe entre Union et Mount Pleasant.
Le premier de ces changements à achever était le déplacement de la gare Weston du côté nord de Lawrence Avenue vers le côté sud. Au cours du premier semestre de 2013, l'ancienne gare a été fermée et, le 24 juillet 2013, la nouvelle gare au sud de l'avenue a ouvert ses portes. La nouvelle gare est entièrement accessible aux fauteuils roulants, offrant un débarcadère et un stationnement incitatif de 144 places. L'ancienne gare ne pouvait plus être utilisée car les plans prévoyaient que les voies plongeaient dans une tranchée, plus dans un tunnel à travers l'ancienne ville de Weston, creusant sous King Street et Church Street avant de s'élever pour joindre à un pont élargi sur Weston Road et la rivière Humber. Ces projets se sont poursuivis jusqu'en 2013 pour une date d'achèvement fin 2014.
En 2019, des travaux supplémentaires ont amorcé pour apporter des améliorations à la gare, notamment -un nouveau quai pour les trains de GO Transit comprenant un auvent, des abris chauffés, un système de fonte de neiges, un éclairage, un valideur, une rampe d'accès pour personnes handicapées, et des indicateurs tactiles -une nouvelle voie à travers les limites de la gare, incluant des traverses pour la quatrième voie existante au sud et au nord de la gare -l'allongement et le raccordement de tunnel piétonnier, y compris de nouveaux escaliers et ascenseurs et -les améliorations des quais existants, de l'aménagement paysager et de la signalisation. Le nouveau quai est réservé aux trains de GO Transit, permettant les trains de GO Transit et d'UP Express de s'arrêter aux quais distincts, ce qui améliore la fréquence des trains de GO Transit. Ces travaux sont en voie de terminer en 2022.
En octobre 2021, Metrolinx a lancé deux trajets quotidiens en semaine, l'un partant de London tôt le matin, et l'autre depuis Toronto en soirée, ce qui constitue un projet pilote pour desservir les villes du sud-ouest de l'Ontario. Le trajet entre London et Toronto prend environ quatre heures.

## Service aux voyageurs

### Accueil
La billetterie de GO Transit est ouverte en semaine de 5h40 à 19h45, et de 9h10 à 16h45 en fin de semaine et les jours fériés. Les clients peuvent acheter un billet papier à un distributeur automatique de billets et charger leur carte Presto à un distributeur de recharge en libre-service. Les clients peuvent également acheter un billet électronique à l'aide de leur téléphone intelligent et valider leur tarif à la borne avec une carte de crédit sans contact ou une carte Presto. La gare est équipée d'une salle d'attente, des toilettes, de Wi-Fi, d'un débarcadère, d'un téléphone payant, des abris de quai chauffés, et d'un stationnement incitatif. Le stationnement incitatif se dote des places de stationnement réservées et d'une aire de covoiturage. L'ensemble de la gare est accessible aux fauteuils roulants.
La carte Presto n'est pas acceptée pour le trajet au-delà de la gare de Kitchener. Les passagers qui prennent un train vers Stratford, St-Marys ou London doivent acheter un billet sur le site web de GO Transit, et valider le billet dans leur téléphone cellulaire.

### Desserte

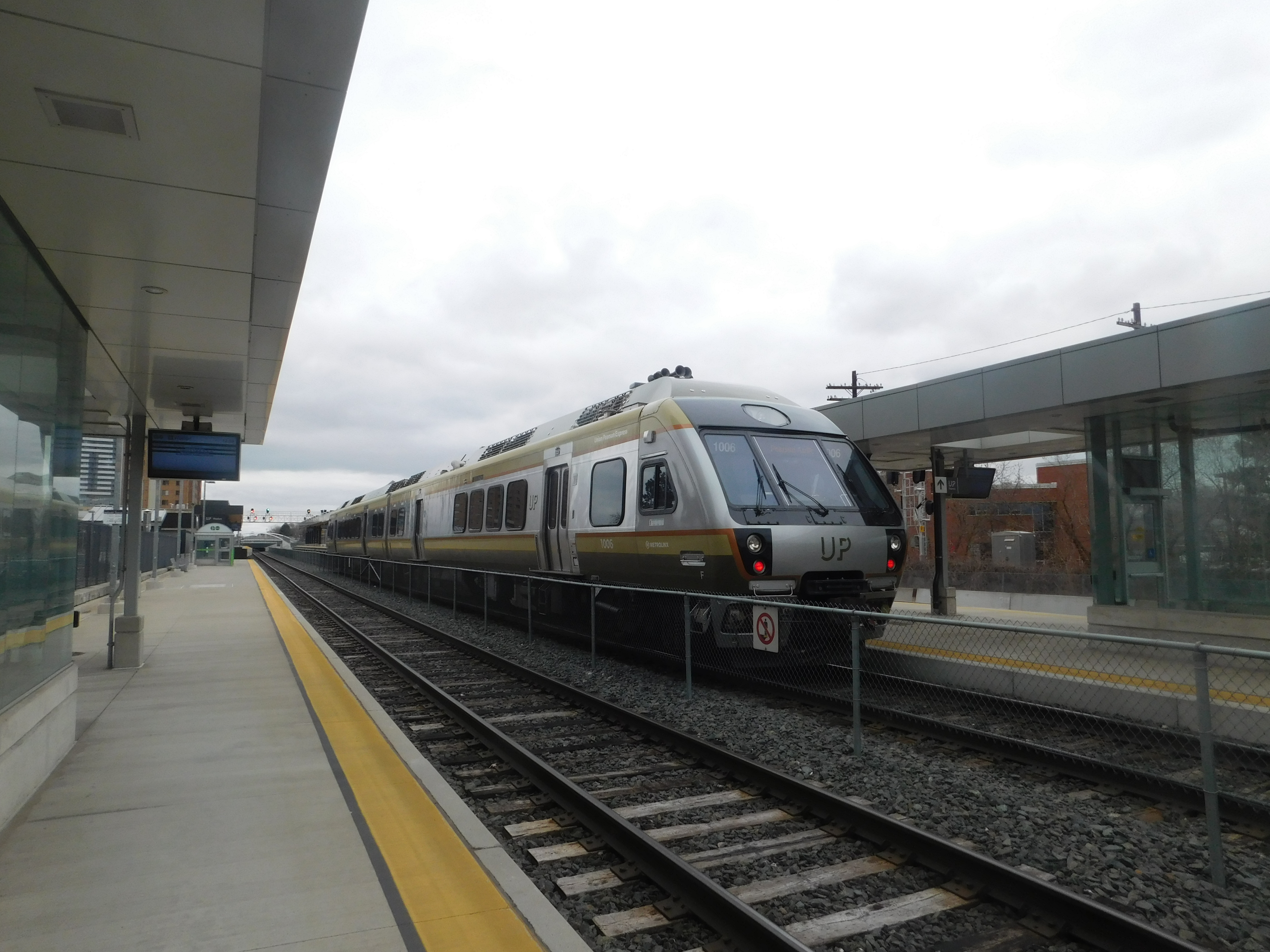
Train UP Express à quai de la gare de Weston

Les trains de la ligne Kitchener desservent la gare toutes les heures en semaine, sauf les heures de pointe en sens inverse. Aucun service de train de Kitchener n'était assuré à cette gare pendant les fins de semaine, jusqu'au 8 avril 2023, date à laquelle cette gare est desservie par des trains de week-end toutes les heures entre Union et Mount Pleasant.
La liaison ferroviaire Union Pearson Express entre la gare Union de Toronto et l'aéroport Pearson dessert la gare toutes les 15 minutes, toute la journée, tous les jours. Le premier train en direction de l'aéroport est à 5h09 en semaine, et à 6h14 en fin de semaine. Le dernier train en direction de l'aéroport est à 23h14 tous les soirs. Le premier train en direction de la gare Union est à 5h38 en semaine, et à 6h38 en fin de semaine. Le dernier train en direction d'Union est à 23h38 tous les soirs.

### Intermodalité
La gare de Weston est desservie par les lignes locales d'autobus 52 Lawrence West, 79 Scarlett Road et 89 Weston, et les lignes express 952 Lawrence West Express et 989 Weston Express à l'intersection de Lawrence Avenue West et Weston Road. Lorsque le métro est fermé, la ligne de bus de nuit 352 Lawrence West dessert la gare aux mêmes arrêts.
Les passagers de GO Transit et d'UP Express qui correspondent au métro, au tramway, ou à l'autobus de la Commission de transport de Toronto doivent payer le tarif séparément car les tarifs ne sont pas intégrés.